# Discurso simbólico
Discurso simbólico é um termo legal na lei dos Estados Unidos usado para descrever ações que propositadamente e discernivelmente transmitem uma mensagem ou declaração específica para aqueles que a visualizam. O discurso simbólico é reconhecido como protegido pela Primeira Emenda como uma forma de discurso, mas isso não está expressamente escrito como tal no documento. Uma possível explicação de por que os pais fundadores não abordaram essa questão na Declaração de Direitos é porque as principais formas de debate político e protesto em sua época eram a expressão verbal e a palavra publicada, e eles podem não ter pensado ou imaginado a possibilidade de futuras pessoas usando expressão não-verbal. A fala simbólica se distingue da fala pura, que é a comunicação de ideias por meio de palavras faladas ou escritas ou por meio de uma conduta limitada na forma ao necessário para transmitir a ideia.